# 凱恩灣
凱恩灣（英語：Kane Basin）是加拿大的海灣，位於東面的格陵蘭和西面的埃爾斯米爾島之間，是內爾斯海峽的一部分，連接史密斯海峽和甘迺迪海峽，長180公里、寬130公里。